# Selección femenina de fútbol de Gibraltar
La Selección femenina de fútbol de Gibraltar es el equipo oficial de fútbol femenino que representa a Gibraltar a nivel internacional. Es controlada por la Asociación de Fútbol de Gibraltar que está afiliada a la UEFA y a la FIFA.

## Historia
El fútbol femenino está en una etapa inicial en Gibraltar. Actualmente solo tres equipos participan en la Gibraltar Women's League, que surgió a partir de la temporada 2018-19. En 2014 la Selección femenina de Gibraltar participó en un torneo de desarrollo femenino organizado por la UEFA, perdiendo 1-0 en su primer partido ante Andorra. El equipo perdió sus siguientes encuentros contra Luxemburgo y Algarve XI. Desde entonces, la participación de Gibraltar en el fútbol femenino sancionado por la UEFA se ha limitado al envío de equipos de niñas menores de 16 años para participar en torneos de desarrollo, más recientemente en Malta en 2019.
Desde 2015, el equipo femenino de Gibraltar ha participado en los Juegos de las Islas, y las jugadoras aún no han participado en un Campeonato Femenino de la UEFA desde su ingreso en la organización.

## Registros históricos

### Copa Mundial Femenina de Fútbol
| Copa Mundial Femenina de Fútbol | Copa Mundial Femenina de Fútbol | Copa Mundial Femenina de Fútbol | Copa Mundial Femenina de Fútbol | Copa Mundial Femenina de Fútbol | Copa Mundial Femenina de Fútbol | Copa Mundial Femenina de Fútbol | Copa Mundial Femenina de Fútbol | Copa Mundial Femenina de Fútbol |                          | Clasificación            | Clasificación            | Clasificación            | Clasificación            | Clasificación            | Clasificación |
| Año                             | Fase                            | Pos                             | PJ                              | PG                              | PE                              | PP                              | GF                              | GC                              | PJ                       | PG                       | PE                       | PP                       | GF                       | GC                       |               |
| 1991 - 2011                     | No existió                      | No existió                      | No existió                      | No existió                      | No existió                      | No existió                      | No existió                      | No existió                      | No existió               | No existió               | No existió               | No existió               | No existió               | No existió               |               |
| 2015                            | No es miembro de la FIFA        | No es miembro de la FIFA        | No es miembro de la FIFA        | No es miembro de la FIFA        | No es miembro de la FIFA        | No es miembro de la FIFA        | No es miembro de la FIFA        | No es miembro de la FIFA        | No es miembro de la FIFA | No es miembro de la FIFA | No es miembro de la FIFA | No es miembro de la FIFA | No es miembro de la FIFA | No es miembro de la FIFA |               |
| 2019                            | No participó                    | No participó                    | No participó                    | No participó                    | No participó                    | No participó                    | No participó                    | No participó                    | No participó             | No participó             | No participó             | No participó             | No participó             | No participó             |               |
| 2023                            | No participó                    | No participó                    | No participó                    | No participó                    | No participó                    | No participó                    | No participó                    | No participó                    | No participó             | No participó             | No participó             | No participó             | No participó             | No participó             |               |
| Total                           |                                 | 0/1                             | -                               | -                               | -                               | -                               | -                               | -                               | -                        | -                        | -                        | -                        | -                        | -                        |               |

### Eurocopa Femenina
| Eurocopa Femenina | Eurocopa Femenina        | Eurocopa Femenina        | Eurocopa Femenina        | Eurocopa Femenina        | Eurocopa Femenina        | Eurocopa Femenina        | Eurocopa Femenina        | Eurocopa Femenina        |                          | Clasificación            | Clasificación            | Clasificación            | Clasificación            | Clasificación            | Clasificación |
| Año               | Fase                     | Pos                      | PJ                       | PG                       | PE                       | PP                       | GF                       | GC                       | PJ                       | PG                       | PE                       | PP                       | GF                       | GC                       |               |
| 1984 - 2009       | No existió               | No existió               | No existió               | No existió               | No existió               | No existió               | No existió               | No existió               | No existió               | No existió               | No existió               | No existió               | No existió               | No existió               |               |
| 2013              | No es miembro de la UEFA | No es miembro de la UEFA | No es miembro de la UEFA | No es miembro de la UEFA | No es miembro de la UEFA | No es miembro de la UEFA | No es miembro de la UEFA | No es miembro de la UEFA | No es miembro de la UEFA | No es miembro de la UEFA | No es miembro de la UEFA | No es miembro de la UEFA | No es miembro de la UEFA | No es miembro de la UEFA |               |
| 2017              | No participó             | No participó             | No participó             | No participó             | No participó             | No participó             | No participó             | No participó             | No participó             | No participó             | No participó             | No participó             | No participó             | No participó             |               |
| 2022              | No participó             | No participó             | No participó             | No participó             | No participó             | No participó             | No participó             | No participó             | No participó             | No participó             | No participó             | No participó             | No participó             | No participó             |               |
| Total             |                          | 0/2                      | -                        | -                        | -                        | -                        | -                        | -                        | -                        | -                        | -                        | -                        | -                        | -                        |               |

### Juegos de las Islas
| Año         | Fase                     | Pos                      | PJ                       | PG                       | PE                       | PP                       | GF                       | GC                       |
| 1989 - 1999 | No hubo torneo femenino  | No hubo torneo femenino  | No hubo torneo femenino  | No hubo torneo femenino  | No hubo torneo femenino  | No hubo torneo femenino  | No hubo torneo femenino  | No hubo torneo femenino  |
| 2001 - 2013 | No participó             | No participó             | No participó             | No participó             | No participó             | No participó             | No participó             | No participó             |
| 2015        | Fase de grupos           |                          |                          |                          |                          |                          |                          |                          |
| 2017        | 9° lugar                 |                          | 3                        | 0                        | 0                        | 3                        | 1                        | 15                       |
| 2019        | No hubo torneo de fútbol | No hubo torneo de fútbol | No hubo torneo de fútbol | No hubo torneo de fútbol | No hubo torneo de fútbol | No hubo torneo de fútbol | No hubo torneo de fútbol | No hubo torneo de fútbol |
| 2023        | Por determinar           | Por determinar           | Por determinar           | Por determinar           | Por determinar           | Por determinar           | Por determinar           | Por determinar           |
| Total       | 2/10                     | 0 títulos                | 6                        | 0                        | 0                        | 6                        | 2                        | 9                        |

## Resultados

### 2019
| 17 de junio de 2019 | Isla de Man               | 2-1 | Gibraltar | Cae Tan Parc, Llannerch-y-medd, Ynys Môn, |                             |
| 18:00               | Hicklin 17' · Wignall 83' |     | Robba 3'  | Asistencia: 89 espectadores               | Asistencia: 89 espectadores |

| 18 de junio de 2019 | Jersey                                                              | 6-2 | Gibraltar           | Trefdraeth, Bodorgan, Ynys Môn, |  |
| 18:30               | Madera 1', 45' · Keen 3' · Botterill 54' · Watson 74' · Corbett 80' |     | Robba 7' · Keen 88' |                                 |  |

| 19 de junio de 2019 | Hébridas Exteriores                                  | 2-1 | Gibraltar | Cae Nerys, Moelfre, Ynys Môn, |  |
| 17:30               | Macleod 46', ?' · MacPhall 49' · Lee ?' · Stewart ?' |     |           |                               |  |

### 2020
| TBD | Liechtenstein | vs. | Gibraltar | Estadio Freizeitpark Widau, Ruggell, Liechtenstein, |  |

## Equipo actual
Los siguientes jugadores han sido convocados al equipo para el Torneo de Fútbol Inter Juegos 2019 del 16 al 21 de junio de 2019.
| No. | Pos. | Jugadora             | Fecha de nacimiento (edad)         | Apa. | Club                           |
| --- | ---- | -------------------- | ---------------------------------- | ---- | ------------------------------ |
| 1   | POR  | Kyrelle Revagliatte  | 4 de agosto de 1993 (31 años)      |      | Gibraltar Lions Football Club  |
| 13  | POR  | Zarajan Lopez        | 26 de diciembre de 1990 (34 años)  |      | Gibraltar Lions Football Club  |
| 19  | POR  | Caitlin Robba        |                                    |      | Lincoln Red Imps Football Club |
| 2   | DEF  | Paula Costa          | 19 de abril de 2000 (25 años)      |      | Europa Football Club           |
| 3   | DEF  | Keshia Doody         | 23 de noviembre de 1988 (36 años)  |      | Gibraltar Lions Football Club  |
| 4   | DEF  | Josie Cummings       | 16 de octubre de 1998 (26 años)    |      | Gibraltar Lions Football Club  |
| 5   | DEF  | Lauren Scott         |                                    |      | Europa Football Club           |
| 6   | DEF  | Gabriella Martinez   |                                    |      | Europa Football Club           |
| 11  | DEF  | Isabella Lauguea     |                                    |      | Lincoln Red Imps Football Club |
| 12  | DEF  | Charlyann Pizzarello | 12 de septiembre de 1997 (27 años) |      | Graceland Yellowjackets        |
| 18  | DEF  | Dahlia Salah         |                                    |      | Ciudad de Algeciras CF         |
| 8   | MED  | Tiffany Viagas       |                                    |      | Lincoln Red Imps Football Club |
| 10  | MED  | Kayleigh Ferro       |                                    |      | Gibraltar Lions Football Club  |
| 14  | MED  | Zoe Ballantine       | 6 de julio de 2000 (24 años)       |      | Gibraltar Lions Football Club  |
| 15  | MED  | Naomi Victor         | 15 de agosto de 1999 (25 años)     |      | Lincoln Red Imps Football Club |
| 16  | MED  | Akisha Ferrell       |                                    |      | Europa Football Club           |
| 7   | DEL  | Joelle Gilbert       | 9 de octubre de 1999 (25 años)     |      | Gibraltar Lions Football Club  |
| 9   | DEL  | Sheralyn Orfila      | 10 de junio de 1991 (34 años)      |      | Lincoln Red Imps Football Club |
| 17  | DEL  | Shania Robba         |                                    |      | Lincoln Red Imps Football Club |